# Schachten
Schachten (singul.) bezeichnet meist vom Menschen geschaffene Lichtungen in hoch gelegenen Wäldern fernab von Siedlungen, welche als  Weidefläche in der Vergangenheit genutzt wurden und teilweise noch heute beweidet werden. Die hutangerartigen Wiesen befinden sich überwiegend auf Kuppen, Sattellagen und Hochplateaus im Böhmerwald, Bayerischen Wald, Sauerland, Bergischen Land und im südlichen Frankenjura. Diese insulären Mittelgebirgshutungen stellen historische Kulturlandschaftselemente dar.

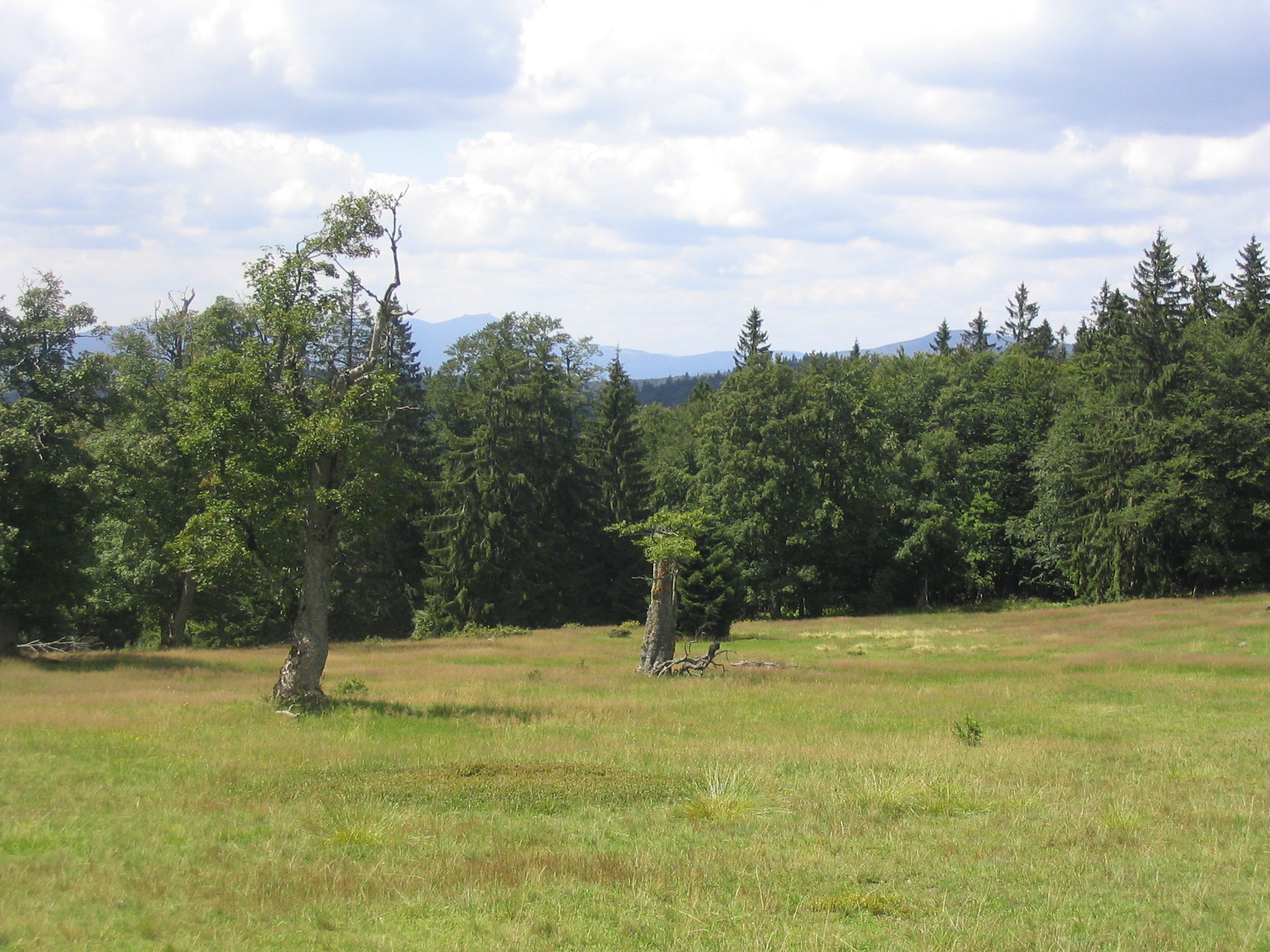
Der Ruckowitzschachten am Rukowitzberg. Im Hintergrund Großer Arber und Zwercheck

## Beschreibung

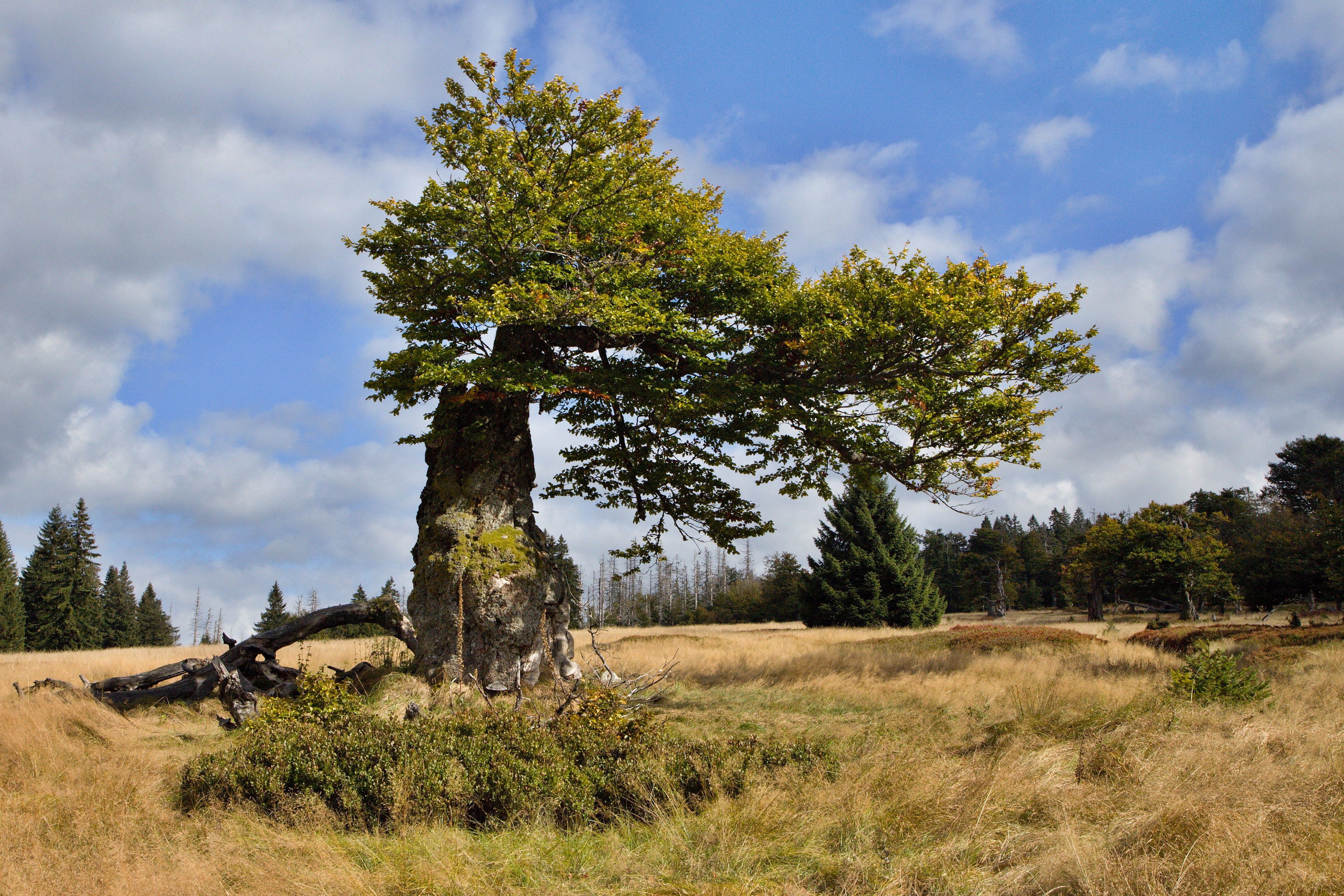
Imposanter Schachtenbaum (Buche) bei Hochschachten

### Funktion und Charakteristik
Ähnlich den Almen der Alpen handelt es sich um baumfreie Waldwiesen. Diese freien Flächen mit einer Größe von einigen Hektar wurden von den Hirten als Rast- und Übernachtungsplätze der Herden genutzt. Einzelne Bäume blieben auf den Wiesen erhalten, um schattige Ruheplätze für die Tiere zu bieten. Neben dem Schutz des Weideviehs bei starker Sonnenstrahlung – die Wiederkäuer konnten sich im Schatten ausruhen und verdauen – dienten die Hutebäume bei schlechter Witterung – wie Regen und Hagel – als Deckung. Daneben schützten die Bäume den Hirten und das Vieh vor Fliegen. Diese einzeln stehenden Unstandsäume konnten sich ungehindert entfalten und sind oft schon uralt und von Wind und Wetter gezeichnet. Die imposanten Baumgestalten verleihen den Schachten ihr malerisches Gepräge. Besonders faszinierend sind diese Lichtungen, weil sie in dem riesigen Waldgebiet die einzigen Freiflächen sind und oft einen guten Ausblick bieten.

### Beweidung
Überwiegend Jungrinder wurden zu den hoch gelegenen Weideflächen während der sommerlichen Weidesaison (Juni bis September) gebracht. Durch die harte Umgebung der Mittelgebirgslagen eigneten sich die Tiere Trittsicherheit und Widerstandskraft an. Diese Eigenschaften machten die Rinder später zu guten Zugtieren. Das wenig nahrhafte Futter der Bergweiden bedingte eine geringe Gewichtszunahme der Tiere. Daher wurden die Schachten im Gegensatz zu Almen nicht für die Milchwirtschaft verwendet.
Neben den Kühen wurden auch einige Ziegen mit der Herde mitgenommen. Zum einen boten sie Milch für den Hirten und zum anderen hielten sie die Hutungsflächen von Gehölzen frei und bewahrten so den Offenlandcharakter der Freiflächen.
Um die Weide- beziehungsweise Mastungsrechte gab es zuweilen gerichtlich ausgetragenen Streit zwischen den verschiedenen Dörfern. Die Hirten wurden von dem jeweiligen Dorf fest angestellt und hatten mit ihren Familien ein Wohnrecht in dem eigens errichteten örtlichen Hirtenhaus.

### Lage
Die Schachten fungierten hauptsächlich als Rast- und Übernachtungsort. Die Lage der Hutungsfläche wurde vorrangig nach klimatischen Aspekten ausgewählt. Die Sonnenexposition spielte eine große Rolle. Dabei wurden südost- bis südwest-exponierte Verebnungsflächen und sanft geneigte Hänge bevorzugt. Meist wurden die als Nachtlagerplätze angelegten Schachten mit Behausungen für die Hirten ausgestattet. Um die Herde vor den Raubtieren des Waldes zu beschützen, musste der Hirte die Tiere täglich zum Übernachtungsort aus den umliegenden Wäldern führen. Morgens geleitete er die Rinder zur Waldweide.
Auf dem Triftweg zwischen Dorf und Waldweiden der Hochlagen wurden kleinere Schachten als Zwischenweide angelegt. Als Mittagsplatzl für den täglichen Weideumtriebs durch die Hutungswälder wurden zusätzlich kleine Schachten eingerichtet.

## Geschichte

### Name
Die Herkunft des Wortes ist nicht bekannt. Im Arbergebiet werden zudem die Begriffe Fleckl und Platzl verwendet. Auch die Bezeichnung Stand ist im Nationalpark Bayerischer Wald geläufig. Im Norden des Bayerischen Waldes werden sie meist nur Wiesen genannt, während sie im Gebiet zwischen den Bergen Großer Falkenstein und Großer Rachel durchweg Schachten heißen und weiter nach Südosten hin als Plätze bezeichnet werden. Daneben war der Begriff Schächtl im Zwiesler Winkel geläufig.

### Bayern

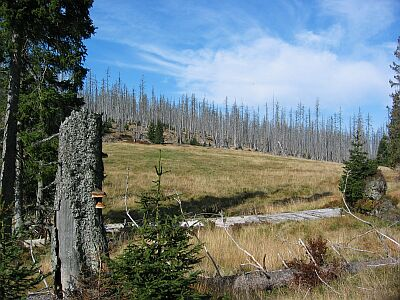
Der Kirchlinger Stand am Steinfleckberg

Der Begriff lässt sich erstmals im Jahr 1608 in einem Bericht an Herzog Maximilian von Bayern nachweisen.
Um die ökonomische Situation im Bayerischen Wald zu verbessern, wurde die Rinderhaltung um 1600 als zusätzlicher Erwerbszweig ausgebaut. Daraufhin bekamen Bauern aus Zwiesel das Recht eingeräumt, in den Sommermonaten Waldweide mit Jungvieh auf den Hochflächen des Bayerischen Waldes zu betreiben. Im Jahre 1613 wird erstmals von einem Waldweidebetrieb am Rukowitzberg berichtet. Noch heute ist der Ruckowitz-Schachten der größte Schachten im Bayerischen Wald. Im 17. Jahrhundert wurden die Schachten überwiegend angelegt. Allerdings entstanden noch im 19. Jahrhundert diese landschaftsbildprägenden Waldweiden.
Die 1789 eingeführte Forstordnung schränkte die Weiderechte ein und reglementierte sie zugunsten einer verbesserten Holznutzung. Durch die Intensivierung der Landwirtschaft, insbesondere durch Wässerwiesen, Meliorationen, Ödlandkultivierung wurde der Grünlandertrag erhöht und die Schachtenwirtschaft verlor an Bedeutung. Die Beweidung der Hochlagen des Bayerischen Waldes, insbesondere der Schachten war im Laufe des 19. Jahrhunderts rückläufig. Die sinkende Nachfrage nach Zugtieren war wahrscheinlich ein weiterer Faktor bei dieser Entwicklung. Sowohl die Anzahl als auch die Größe der Schachtenflächen verminderte sich signifikant. Im Jahre 1962 endete die Beweidung des Ruckowitz-Schachten. Zu dieser Zeit wurden durch die Ablösung der Waldweiderechte die anderen Schachten der Weidebetriebe durch die Forstverwaltung eingestellt. Die Forstwirtschaft sollte dadurch auf den ehemaligen Weideflächen der Hochlagen gefördert werden. Daher beschloss die Ministerialforstverwaltung nach dem Ende der Weidewirtschaft im Jahre 1956 die Aufforstung der Schachtenflächen. Zu Beginn der 1960er Jahre wurde mit der Abholzung der alten Unterstellbäume und der Anpflanzung von Fichten begonnen. Diese Maßnahmen stießen auf erheblichen Widerstand, nicht zuletzt durch den Bayerischen Wald-Verein. Am 17. September 1968 gab die Oberforstdirektion Regensburg bekannt, dass seit 1964 keine Schachten mehr aufgeforstet wurden und auch in Zukunft nicht aufzuforsten seien.

### Böhmerwald
Bis zum Jahre 1974 sind im Böhmerwald mehr als die Hälfte der Schachten aufgeforstet oder wiederbewaldet worden.

## Heutige Situation
Heute werden diese Flächen in Erinnerung an die vergangene Lebensweise als historisches Kulturlandschaftselement erhalten.
Die Schachten im Arbergebiet werden teilweise bis heute beweidet. 1848 gab es hier 139 Berechtigte, 1948 noch mehr als einhundert, 1993 noch drei. Im Jahr 2013 zogen in ununterbrochener Tradition 21 Kälber, Kühe und Ochsen der drei verbliebenen Rechteinhaber, Nebenerwerbsbauern aus Bodenmais, mit ihrem Hirten von einem Schachten zum anderen. Die sechs dazu genutzten Schachten sind mittlerweile eingezäunt.

## Flora und Fauna

### Flora
Die Schachtenflora ist artenärmer als die der Almen in den Alpen. Die typische Pflanze der Hochlagen-Weiden ist das Borstgras, welches die Ersatzgesellschaft der gerodeten Hochlagenwälder bildet. Die Vegetation der Mittelgebirgshutungen wird geprägt durch Flügelginster-, Schafschwingel- und Borstgrasweiden (Festuco-Genistelletum-sagittalis-Gesellschaft, Festuca ovina-Gesellschaft und Nardetum-Gesellschaft), die mit Zwergstrauchflecken untermischt sind.
Teilweise zeichnen sich die Schachten als blühreiche Wiesenflächen mit sehr seltenen Pflanzenarten aus. Als Besonderheiten kommen Türkenbund (Lilium martagon), Ostalpen-Enzian (Gentiana pannonica), Schwalbenwurz-Enzian (Gentiana asclepiadea), Arnika (Arnica montana), Berg-Greiskraut (Senecio subalpinus) und verschiedene Eisenhut-Arten (Aconitum) vor.
Das Charakteristische der Schachtenflächen sind  vereinzelte Laubbäume. Der Berg-Ahorn  (Acer pseudoplatanus) wurde als Schachtenbaum oft verwendet, da der Hutebaum als Schattenspender besonders geeignet war und an das kühl-feuchte Bergklima des Bayerischen Waldes gut angepasst war.  Darüber hinaus wurden Rotbuche (Fagus sylvatica) und Gemeine Fichte (Picea abies) als Einzelbäume oder Baumgruppen auf den Hutungsflächen belassen.

### Fauna
Die Offenlandflächen der Hutungen stellen im Bayerischen Wald Lebensräume von geschützten Tagfalter-Arten, Kreuzotter (Vipera berus) und Raufußhühner (Tetraoninae) dar.

## Gefährdung
Die Hochlagen-Weiden im Bayerischen Wald sind aufgrund von Nutzungsaufgaben stark in ihrem Bestand bedroht. Lediglich der filzige Borstgrasrasen bietet kurzfristig Schutz vor der einsetzenden Wiederbewaldung durch Sukzession.

## Liste der erhaltenen Schachten

### Bayerischer Wald
Die Gesamtfläche der Schachten im Bayerischen Wald betrug im Jahre 1784 circa 218 Hektar und 950 Stück Vieh wurden in diesem Jahr auf die Hochlagenwälder hinauf gebracht. Das Vorhandensein von Schachten als Nachtlagerplätze wurde mit der Einrichtung der Forstverwaltung und der im Jahre 1789 erlassenen Forstordnung zur Vorschrift. Der Höhepunkt der Schachtenwirtschaft lag in der 2. Hälfte des 18. Jahrhunderts. Im Bereich des Nationalparks Bayerischer Wald und der Forstämter Bodenmais und Zwiesel befanden sich noch 90 Schachten im Jahre 1831. Anfang der 1990er Jahre waren lediglich 38 Schachten erhalten. Zwischen 1831 und Anfang der 1990er Jahre wurde die Gesamtfläche um 60 Prozent reduziert.

#### Landkreis Regen
| Name                                              | Lage                                                | Höhenlage   | Fläche (1975)          |
| ------------------------------------------------- | --------------------------------------------------- | ----------- | ---------------------- |
| Hüttl-Schachten                                   | Südhang des Enzians ⊙                               | 1160–1270 m | 3,8 ha                 |
| Rothsall-Ebene                                    | Nördlich von Bodenmais ⊙                            | 1000 m      | 0,9 ha                 |
| Buchhütten-Schachten                              | Südlich vom Kleinen Arber ⊙                         | 1150–1200 m | 9,8 ha                 |
| Bürstling                                         | Südliche Gipfelregion des Kleinen Arbers ⊙          | 1290 m      | 3,9 ha                 |
| Luchsplatzl                                       | Nordwestliche Gipfelregion des Kleinen Arbers ⊙     | 1290 m      | 0,6 m                  |
| Eggersberger Hütten-Schachten                     | Nördlich des Kleinen Arbers ⊙                       | 1100–1150 m | 2,5 ha                 |
| Oberer Arber-Schachten                            | Südlich vom Gipfel des Großen Arbers ⊙              | 1300–1350 m | 6 ha                   |
| Unterer Arber-Schachten                           | Südwestlich vom Großen Arber ⊙                      | 1210 m      | 3,3 ha                 |
| Forst- oder Diensthütte                           | Südwestlich vom Großen Arber ⊙                      | 1140 m      | 3,6 ha                 |
| Gschwendet                                        | Am Mittagsplatzl ⊙                                  | 1340 m      | 2,8 ha                 |
| Hochzellhütten-Schachten                          | Gipfel des Hochzellbergs ⊙                          | 1200 m      | 3,4 ha                 |
| Ruckowitz-Schachten                               | Am Rukowitzberg ⊙                                   | 1030–1180 m | 16,9 ha (1831: 30 ha)  |
| Sulz-Schachten                                    | Nordöstlich vom Großen Falkenstein ⊙                | 1230 m      | 1,1 ha                 |
| Lacka                                             | Am Gipfel des Lackenberges                          | 1330 m      | 2,4 ha                 |
| Bampferfleck                                      | Zwischen Großem Falkenstein und Lackenberg ⊙        | 1200 m      | 0,5 ha                 |
| Albrecht-Schachten                                | Östlich des Höllbachgsprengs ⊙                      | 1088–1145 m | 7,4 ha (1831: 13,3 ha) |
| Totenschädel                                      | Zwischen Scheuereck und Spiegelhütte                | 800 m       | 2 ha                   |
| Rindl-Schachten                                   | Südöstlich des Lackenberges ⊙                       | 1140 m      | 4,1 ha                 |
| Jährlings-Schachten                               | Am Scheuereckberg ⊙                                 | 1150 m      | 3,9 ha (1831: 10,6 ha) |
| Wildscheuereck-Schachten                          | Östlich des Scheuereckberges                        | 1050–1100 m | 5,2 ha (1831: 11,0 ha) |
| Schachtenhaus                                     | Nordöstlich des Kiesrucks ⊙                         | 1150 m      | 2,2 ha                 |
| Lindberger Schachten                              | Südlich des Hahnenbogens ⊙                          | 1150–1250 m | 9,1 ha (1831: 16,3 ha) |
| Kohl-Schachten                                    | Nordwestlich des Latschensees ⊙                     | 1150 m      | 7,5 ha (1831: 16,0 ha) |
| Großer Schachten (Hochschachten)                  | Im Westen des Latschensees ⊙                        | 1150 m      | 9,5 ha                 |
| Vordere Sulz                                      | Östlich des Latschensees ⊙                          | 1160 m      | 1,1 ha                 |
| Beerenkopfalm (Alm, Almschachten, Frauenauer Alm) | Östlich von der Trinkwassertalsperre Frauenau ⊙     | 1100–1150 m | 8,3 ha                 |
| Verlorener Schachten                              | Südöstlich der Frauenauer Alm an der Landesgrenze ⊙ | 1140 m      | 6,6 ha                 |

#### Landkreis Freyung-Grafenau
| Name                                  | Lage                                 | Höhenlage | Fläche (1975)          |
| ------------------------------------- | ------------------------------------ | --------- | ---------------------- |
| Hochruck                              | Nordöstlich des Kleinen Rachels ⊙    | 1280 m    | 0,4 ha                 |
| Rachelwiese                           | Zwischen Kleinem und Großem Rachel ⊙ | 1360 m    | 2,0 ha (1831: 5,16 ha) |
| Gfäll-Schachten                       | Südwestlich des Großen Rachels       | 970 m     | 0,1 ha                 |
| Schwarzach-Waldhütte                  | Nördlich von Spiegelau               | 850 m     | 1,4 ha                 |
| Hintere Schachtenwiese                | Südlich des Rachelsees               | 790 m     | 0,7 ha                 |
| Mittlere Schachtenwiese               | Südöstlich anschließend              | 790 m     | 0,3 ha                 |
| Vordere Schachtenwiese                | Südöstlich davon                     | 770 m     | 1,6 ha                 |
| Tummelplatz                           | Nördlich des Hohlsteins ⊙            | 1140 m    | 2,6 ha                 |
| Kirchlinger Stand (Kirchlinger Hütte) | Nordwestlich vom Steinfleckberg ⊙    | 1290 m    | 1,1 ha                 |

## Persönlichkeiten
Einige von der Hirten hatten einen legendären Ruf, besonders der in Rabenstein lebende, oft als Waldprophet Mühlhiasl identifizierte Matthias Stormberger, Held des Romans Mühlhiasl – Der Waldprophet von Paul Friedl. Einem anderen sagenumwobenen Waldhirten aus der Gegend des Lusen errichtete Hans Watzlik in seinem Roman Der wilde Eisengrein ein literarisches Denkmal.